# Церква (приток Усты)

Церква — река в России, протекает в Уренском районе Нижегородской области. Устье реки находится в 150 км по левому берегу реки Усты. Длина реки составляет 20 км, площадь водосборного бассейна — 96,8 км². 
Исток реки расположен в лесу северо-западнее деревни Михайлов Полом в 22 км к юго-востоку от города Урень. Река течёт на северо-восток, в нижнем течении расположен посёлок Нижний Церквинский. Впадает в Усту в черте села Большие Зеленые Луга на границе с Тонкинским районом.

## Данные водного реестра
По данным государственного водного реестра России относится к Верхневолжскому бассейновому округу, водохозяйственный участок реки — Ветлуга от города Ветлуга и до устья, речной подбассейн реки — Волга от впадения Оки до Куйбышевского водохранилища (без бассейна Суры). Речной бассейн реки — (Верхняя) Волга до Куйбышевского водохранилища (без бассейна Оки).
По данным геоинформационной системы водохозяйственного районирования территории РФ, подготовленной Федеральным агентством водных ресурсов:
- Код водного объекта в государственном водном реестре — 08010400212110000043151
- Код по гидрологической изученности (ГИ) — 110004315
- Код бассейна — 08.01.04.002
- Номер тома по ГИ — 10
- Выпуск по ГИ — 0